# Tony Spratling
Anthony „Tony“ E. Spratling (* 1930 in Portsmouth oder Sussex, Vereinigtes Königreich) ist ein britischer Kameramann.

## Leben und Wirken
Spratling erhielt gleich nach dem Ende des Zweiten Weltkriegs seine praktische Ausbildung zum Kameramann und war als Kameraassistent 18-jährig auch am offiziellen Olympia-Film während der Spiele in London (1948) beteiligt. Erst spät, 1966 (bei dem Horrorstreifen Die Rache des Dr. Fu Man Chu), stieg Spratling zum einfachen Kameramann auf, kurz darauf erhielt er auch erstmals Aufträge als Chefkameramann. Spratling fotografierte Kinofilme wie auch Fernsehproduktionen, von denen die komödiantische Krimiserie Die 2 mit Tony Curtis und Roger Moore besonders in Deutschland große Popularität erlangte. Bei der Komödie Alfie, der liebestolle Schürzenjäger übernahm Spratling 1974 auch die Second-Unit-Regie.
Spratling wurde als Chefkameramann nur selten beschäftigt, die von ihm fotografisch beaufsichtigte, 1982 realisierte filmische Softsexerotika Fanny Hill zeichnete sich vor allem durch eine durchgehende Weichzeichner-Fotografie aus. In diesen späten Jahren überließ man Tony Spratling zumeist nur die Chefkamera bei den zweiten Filmteams (sog. Second-Unit-Photography). Nach seiner Arbeit an der Kriminalfilmromanze Verlockende Falle mit Sean Connery und Catherine Zeta-Jones zog sich Tony Spratling, der von 1988 bis 1990 auch der englischen Kameraleute-Standesorganisation British Society of Cinematographers vorstand, kurz vor der Jahrtausendwende ins Privatleben zurück.

## Filmografie
als Chefkameramann oder Second-Unit-Chefkameramann
- 1968: Knotenpunkt London (Up the Junction) (ungenannt)
- 1970: Ein Mann jagt sich selbst (The Man Who Haunted Himself)
- 1971–72: Die 2 (The Persuaders)
- 1972: Kommandosache nackter Po (Up the Front)
- 1973: What are They Doing at College? (Dokumentarkurzfilm)
- 1983: Fanny Hill (Fanny Hill)
- 1988: Er? Will! Sie Nicht? (The Rachel Papers)
- 1989: Split – Edge of Sanity (Edge of Sanity)
- 1991: Alien 3 (Alien 3)
- 1992: Swing Kids (Swing Kids)
- 1993: Black Beauty (Black Beauty)
- 1994: Space Cops – Tatort Demeter City (Space Precinct) (Fernsehserie)
- 1995: Muppets – Die Schatzinsel (Muppet Treasure Island)
- 1996: The Saint – Der Mann ohne Namen (The Saint)
- 1998: Verlockende Falle (Entrapment)